# Heinrich J. F. Reinhardt
Heinrich Josef Ferdi Reinhardt (* 26. August 1942 in Herne; † 21. Oktober 2020) war ein deutscher katholischer Theologe, Kirchenrechtler und Hochschullehrer. 

## Leben

### Herkunft und Bildung
Heinrich Reinhardt war der Sohn des Malers Heinrich Reinhardt und seiner Ehefrau Anna geb. Heidhues. Er besuchte in Herne die Volks- und später die Realschule. Im Februar 1963 legte er am St. Thomas-Kolleg der Dominikaner in Vechta sein Abitur ab.
Reinhardt studierte zunächst an der Erzbischöflichen Philosophisch-Theologischen Akademie in Paderborn Philosophie und Theologie, anschließend an den Universitäten Freiburg im Breisgau und Bochum Theologie, in Bochum zudem Rechtswissenschaften. Im Jahre 1967 erwarb er an der Katholisch-Theologischen Fakultät der Ruhr-Universität Bochum das Lizentiat in Theologie mit einer von Ludwig Hödl betreuten Arbeit, im Jahre 1972 dort den Doktorgrad mit einer auch von Heribert Heinemann begleiteten Dissertation. Nach einem Fachstudium des Kanonischen Rechts an der Universität Straßburg erlangte er 1986 den Grad eines Lizentiaten im Kanonischen Recht mit einer Studie, die er unter dem Mentorat von Jean Schlick anfertigte.

### Familie
Im Jahre 1970 heiratete Reinhardt seine Ehefrau Dorothee; 1973 wurde Tochter Astrid geboren. Seine Ehefrau verstarb am 18. Februar 2007.

## Wirken
Reinhardt war wissenschaftliche Hilfskraft bei Matthäus Kaiser am Lehrstuhl für Kirchenrecht der Ruhr-Universität Bochum (1965–1969), dann Wissenschaftlicher Assistent bei dessen Nachfolger Heribert Heinemann (1969–1975). Ab 1976 war er Verwaltungskanonist im Bischöflichen Generalvikariat Essen sowie Anwalt und Prozessbevollmächtigter beim dortigen Bischöflichen Offizialat. Im Jahre 1984 wechselte er in das Bistum Münster, wo er wiederum als Verwaltungskanonist tätig war; seither ist er zudem Diözesanrichter beim Bischöflichen Offizialat Münster. Eine enge Verbindung besteht seit dieser Zeit zur Philosophisch-Theologischen Hochschule der Franziskaner und Kapuziner in Münster, an der er seit 1984 einen Lehrauftrag, seit 1988 die Professur und seit 1992 eine Gastprofessur für Kirchenrecht innehatte.
Zum Sommersemester 1992 nahm Heinrich Reinhardt einen Ruf an die Ruhr-Universität Bochum als Nachfolger seines Lehrers Heribert Heinemann an. Der dortigen Katholisch-Theologischen Fakultät stand Reinhardt von 1999 bis 2002 als Dekan vor, wobei deren Bestandssicherung sein besonderes Engagement erforderte. Die 2003 erfolgte Einrichtung eines interdisziplinären Studienganges „Wissenschaftliche Fortbildung in der Notfallseelsorge“ an der Ruhr-Universität ist der Initiative Reinhardts zu verdanken. - Einen Ruf an die Rheinische Friedrich-Wilhelms-Universität Bonn lehnte er im Jahre 1996 ab.
Mit seiner Bochumer Lehrtätigkeit ist Reinhardts Einsatz für die Aus- und Fortbildung der Essener Diözesanpriester verbunden. Bischof Hubert Luthe berief ihn 1995 in die Aufnahmekommission des Priesterseminars und zum Dozenten für das Fach Kirchenrecht, 1998 zum Diözesanexaminator des Bistums Essen.
An der Westfälischen Wilhelms-Universität in Münster nahm Reinhardt im Aufbaustudiengang Kanonisches Recht seit dessen Einrichtung im Sommersemester 1992 verschiedene Lehraufträge mit den Schwerpunkten Sakramentenrecht, Verfassungsrecht, Rechtsgeschichte sowie Teilkirchenrecht wahr und steht dessen Prüfungsausschuss stellvertretend vor.
Die Interessen- und Forschungsschwerpunkte Reinhardts lagen insbesondere auf den Gebieten der kirchlichen Rechtsgeschichte, des Verfassungs- und Verwaltungsrechts, des Sakramenten- und Eherechts sowie der Ökumene. 
Zahlreiche Publikationen sind in dieser Zeit entstanden, die bei Kanonisten und Seelsorgern in Deutschland beliebt sind, z. B. die Erläuterung des kirchlichen Ehevorbereitungsprotokolls, die ihnen seit über 15 Jahren Antwort auf die wichtigsten damit in Verbindung stehenden Fragen gibt. Darüber hinaus hat er verschiedene Artikel im Handbuch des Katholischen Kirchenrechts und im Münsterischen Kommentar, also den größten deutschen Kommentaren zum CIC/1983 verfasst.

### Kommissionen
Darüber hinaus war Reinhardt als engagierter Ratgeber bekannt und verdient, der seine Fachkompetenz in eine Reihe von Kommissionen und Arbeitsgruppen einbrachte. Der Erzbischof von Paderborn Johannes Joachim Degenhardt berief ihn 1995 in den wissenschaftlichen Beirat des „Johann-Adam-Möhler-Institut für Ökumenik“ und 1998 zum Mitherausgeber der Zeitschrift „Catholica“. Seit dem Jahre 2001 gehört er als Berater der Ökumenekommission der Deutschen Bischofskonferenz an, ferner deren Arbeitsgruppe Kirchenrecht. Zum Mitglied der Internationalen Römisch-Katholischen/Alt-Katholischen Dialogkommission, die im Auftrag des Päpstlichen Rates für die Einheit der Christen und der Internationalen Bischofskonferenz der Altkatholischen Kirchen arbeitet, wurde er 2003 berufen. Sein Engagement für die Ökumene führte ihn schließlich 1994 auch in die interkonfessionelle Kirchenrechts-Arbeitsgemeinschaft der Evangelischen Studiengemeinschaft in Heidelberg (Heidelberger Kreis). Er erlangte früh eine große Bekanntheit als Mitglied der Übersetzungskommission der deutschen Bischofskonferenz für den Codex Iuris Canonici von 1983.